# Edifício Viadutos
O condomínio Edifício Viadutos é uma construção projetada pelo arquiteto Artacho Jurado e que fica localizada na Praça General Craveiro Lopes, número 19, no bairro da República, na região central da cidade de São Paulo. O prédio foi assim nomeado devido à sua localização na confluência dos viadutos Nove de Julho e Jacareí (estabelecendo entrada para o bairro do Bixiga). Situa-se próximo à estação Anhangabaú do metrô e à Câmara Municipal de São Paulo.
O Edifício Viadutos é uma construção histórica que foi tombada pelo CONPRESP (Conselho Municipal de Preservação do Patrimônio Histórico, Cultural e Ambiental do Estado de São Paulo) no ano de 2002, como é possível observar na resolução de número 22/2002 disponível para consulta online. A ação foi responsável pelo tombamento de toda a região da Bela Vista e incluiu cerca de outros 500 imóveis dentro do perímetro demarcado pelo órgão responsável. Arquitetado pela Construtora Monções, construtora do próprio Artacho Jurado, o Edifício Viadutos conclui de maneira monumental a visão da Avenida Nove de Julho e da Avenida São Luiz, sinalizando o início do bairro do Bixiga. Sua quantidade abundante e plural de plantas teve como consequência a formação de oito tipos de apartamentos diferenciados, e sua configuração deslumbrante, assim como o layout, foram perfeitamente recebidos pela classe média da época.
A construção possui 368 apartamentos divididos pelos seus vinte e sete andares. Apresenta estilo eclético e em sua cobertura é possível ter uma visão de 360º da cidade de São Paulo.

## História
O Edifício Viadutos fez parte do planejamento urbano desenvolvido pelo empresário Artacho Jurado, um dos responsáveis por escrever a história arquitetônica da cidade. O prédio foi desenhando pensando em atender as demandas das classes emergentes da década de 1950 da cidade de São Paulo que buscava locais e construções que traduzissem seu estilo de vida que era, cada vez mais, influenciado por referências estrangeiras e ansiava por recriar em solo nacional o sentimento internacional.

## Construção e Influências
O projeto arquitetônico do Edifício viadutos remonta à década de 1950, quando foi iniciada sua construção pela Monções Construtora e Imobiliária S.A., propriedade de Artacho Jurado, idealizador e arquiteto por trás do imóvel. Ele mesclava referências dos mais distintos tipos para conceber seus empreendimentos, como, por exemplo, os estilos franceses nouveau e déco e referências ao glamour Hollywood. Somente 6 anos após o início da construção – em 1956 – o prédio estaria pronto.
Na publicação de 1950 da Revista Acrópole, edição de número 13, é possível encontrar o anúncio e uma foto da maquete do Edifício Viadutos quando o empreendimento começou a ser anunciado. São 27 andares e 12 elevadores – entretanto, apenas dois chegam até a famosa cobertura do prédio que tem vista privilegiada para a cidade de São Paulo – com apartamentos residenciais planejados para atender a uma demanda crescente na época das camadas de classe média e alta paulistas.
Quando tombado pelo CONPRESP (Conselho Municipal de Preservação do Patrimônio Histórico, Cultural e Ambiental do Estado de São Paulo) em 2002, a administração do condomínio foi orientada a retirar o luminoso da cobertura do prédio, que havia sido um dos primeiros a serem instalados na cidade.

## Restauração
Com 58 anos de construção e mais de dez após seu tombamento no ano de 2002, em 2014 o Edifício Viadutos teve sua estrutura restaurada. Sobretudo a fachada do prédio que estava em péssimas condições – os pequenos azulejos característicos de seu visual estavam descolando e muitos já haviam caído, deixando, assim, diversos buracos sem revestimento. Além da fachada, fizeram parte da obra, também, a marquise e o salão de festas do prédio.
A reforma custou cerca de R$ 600 mil que foram arcados pelos próprios moradores locais. A equipe de gestão responsável tentou acessar os recursos providos pela Lei Rouanet, que, como é um edifício tombado pelo CONPRESP, teria direito à verba para a restauração, entretanto, o processo não obteve sucesso e, assim, os condôminos concordaram em contribuir com as despesas do restauro.

## Relevância
Tombado em 2002 pelo CONPRESP pela resolução de número 22/2002 – que pode ser acessada online – o Edifício Viadutos faz parte da memória de uma época da cidade. O processo determinou que todo o perímetro do bairro da Bela Vista fosse considerado como patrimônio histórico – são cerca de 500 imóveis, incluindo o Edifício Viadutos. O objetivo dessa ação era conservar uma parcela da história que determinou os rumos do que se conhece hoje na cidade.
Artacho Jurado – idealizador da construção – foi um dos responsáveis por traçar as bases da cultura urbanísticas de São Paulo, tendo desenvolvido diversas construções que procuram atender as demandas das classes altas da cidade e, assim, o Edifício Viadutos é um marco histórico no que diz respeito aos projetos criados para esse público. Os padrões adotados nele, são, até hoje, um referencial para os prédios de alto padrão.
O Edifício Viadutos, pelo menos até o final do ano de 2016, além de abrigar moradores em seus apartamentos, aluga seus espaços comuns e cobertura para eventos, festas, gravações, dentre outras finalidades, pois seu estilo clássico da época, aliado à boa conservação do bem, é um atrativo que proporciona uma viagem nostálgica aos anos 1950 e a história da cidade.

## Galeria

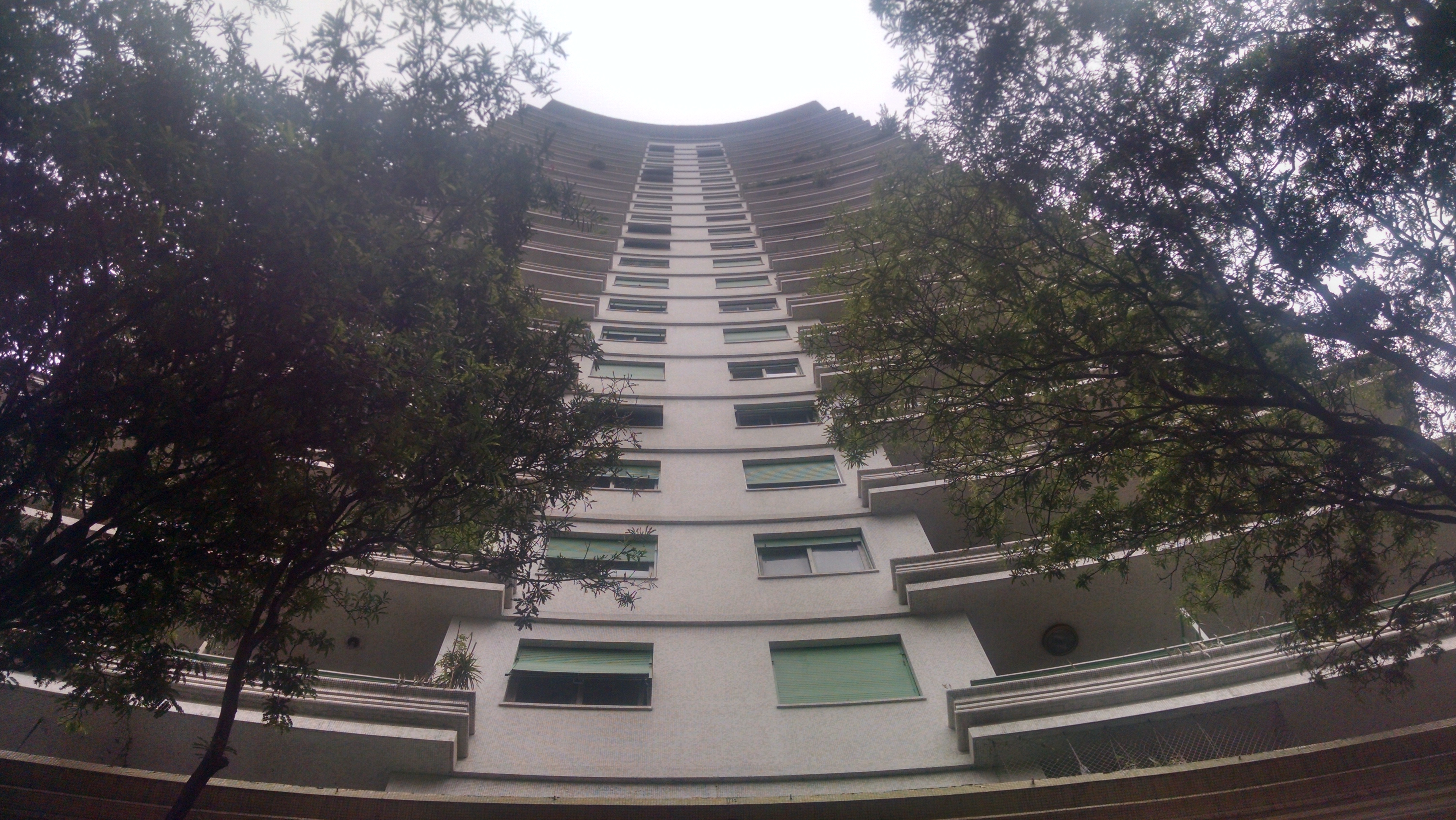
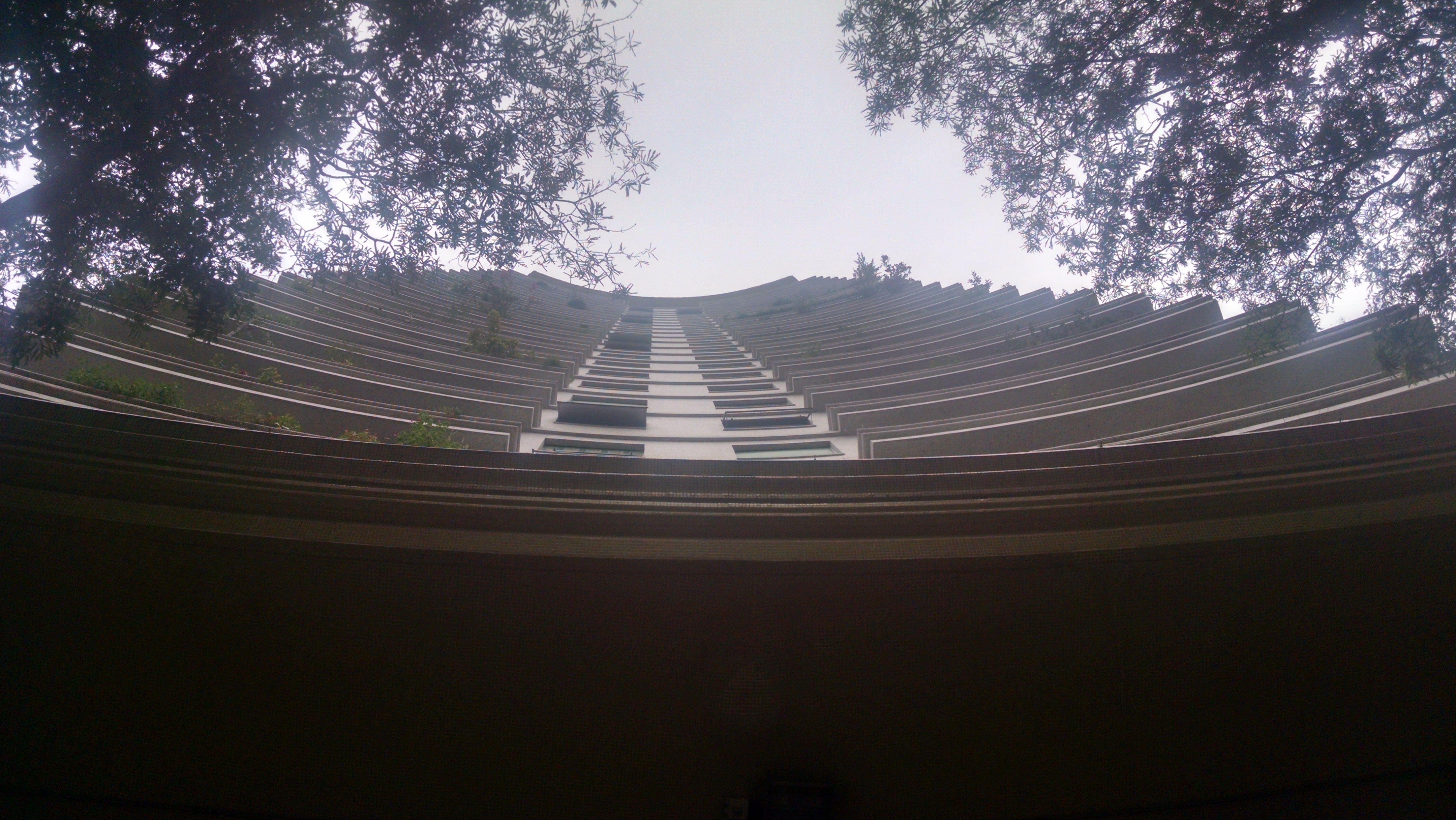
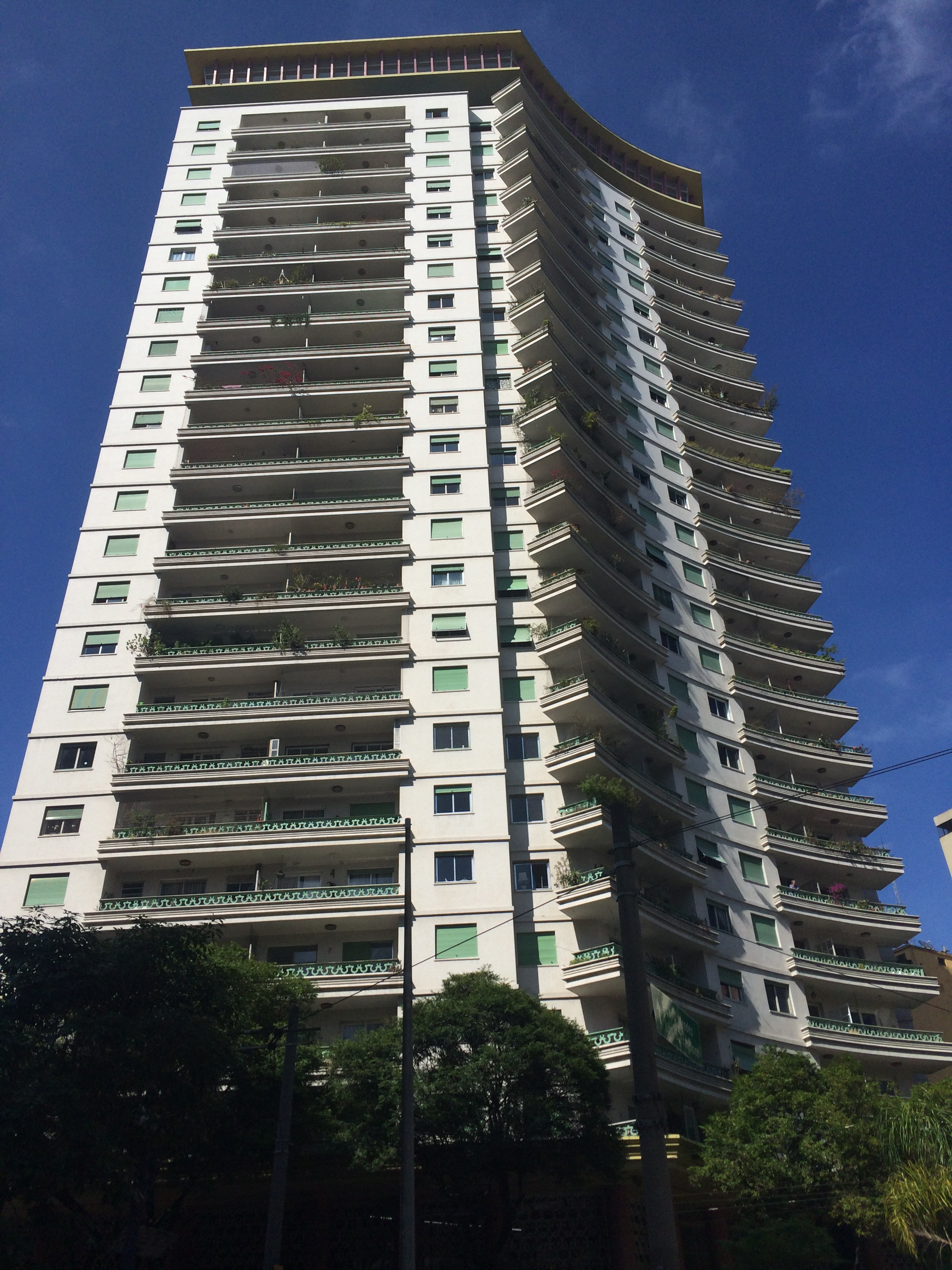
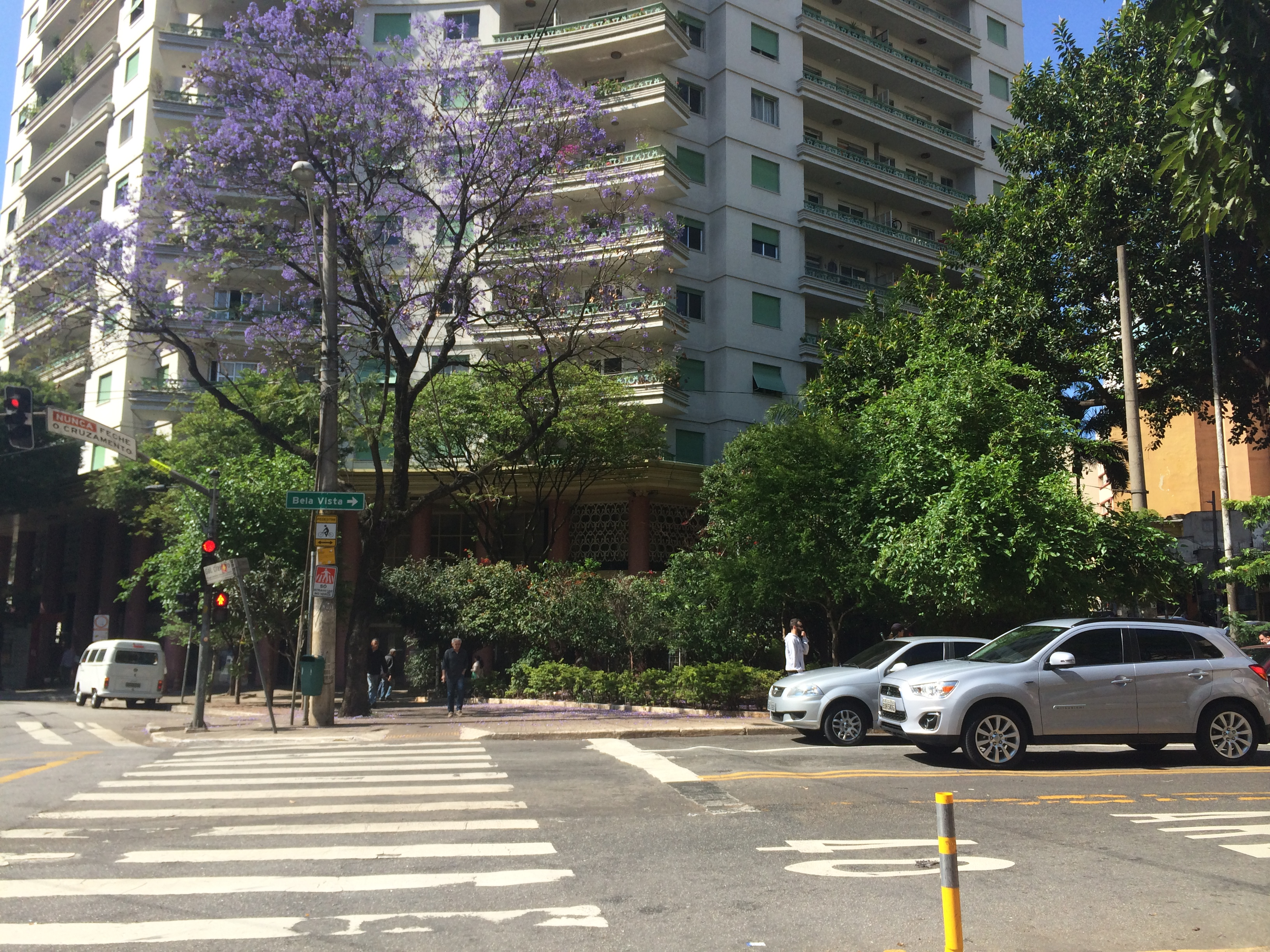
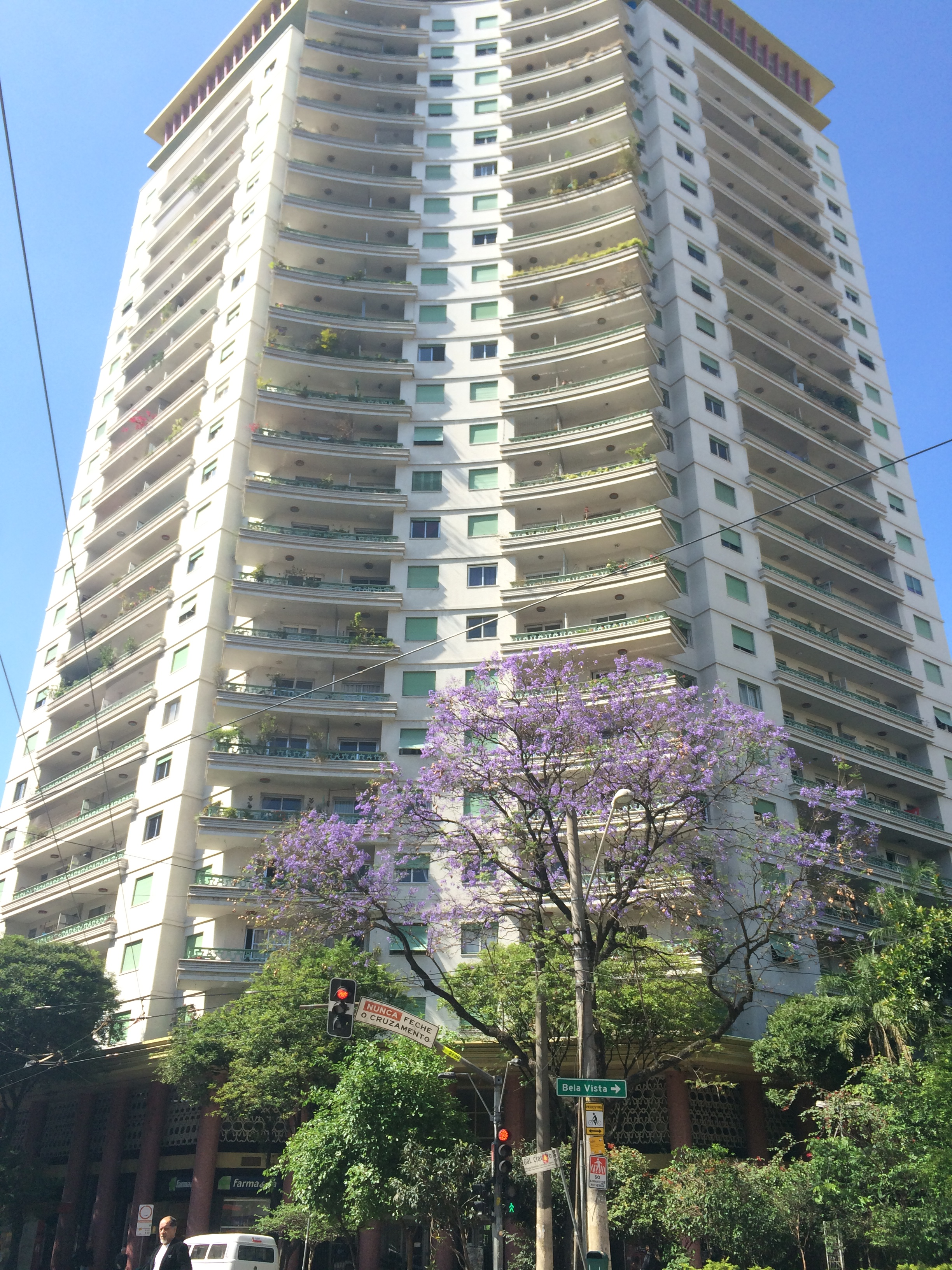
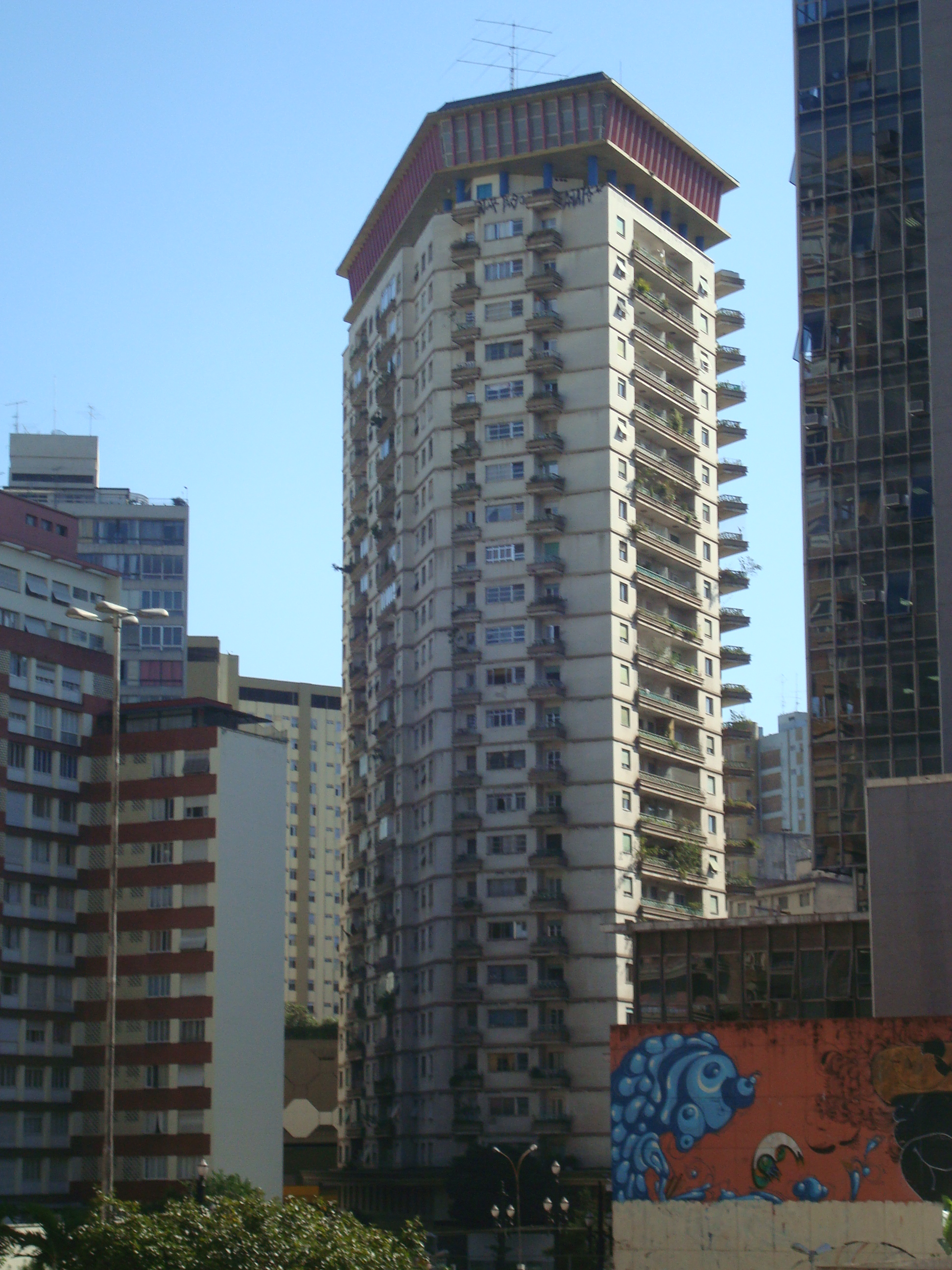
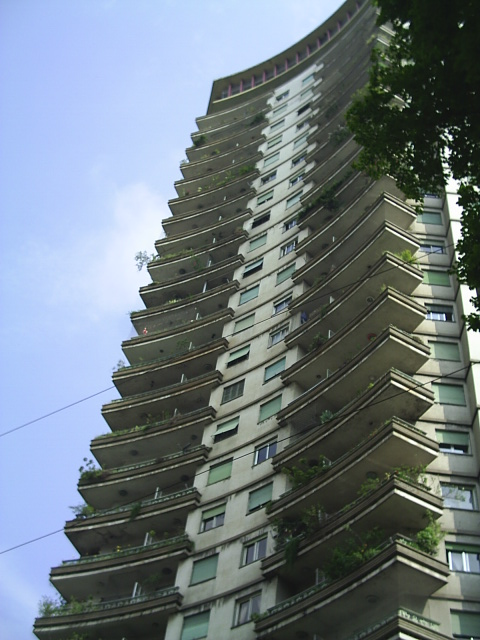